# Cuves, Manche

Cuves este o comună în departamentul Manche, Franța. În 1 ianuarie 2022 avea o populație de 263 de locuitori.